# Fate/EXTRA CCC
『Fate/EXTRA CCC』（フェイト・エクストラ　シーシーシー）は、マーベラスAQLから2013年3月28日に発売されたコンピュータゲームであり、『Fate/EXTRA』の続編である。
本作は、霊子コンピュータのエラーによって変質したムーンセルを舞台に、ムーンセルを掌握するために暗躍する謎の美少女・BBとの戦いが描かれている。
完全数量限定生産『Fate/EXTRA CCC タイプムーン Virgin White Box』には、figma「セイバー ブライド」、イラスト集「ビジュアルワークス」、リミテッドキャラクターソングCD（歌 - 丹下桜）が付属している。また、通常版・限定版ともに、先着購入特典として特製冊子「Fate/EXTRA CCC Virgin Bride」が、初回封入特典としてワダアルコの描き下ろしステッカーが付属している。

## 開発
『EXTRA』のプロデューサーである新納一哉は、Fateシリーズの中でも間桐桜が好きだったため、大勢の桜がダンジョンに出現するゲームを作りたいと考え、この構想を『EXTRA』の企画の最初期に奈須へ提案した。
新納は2020年の4Gamer.netとのインタビューの中で、この企画が実現できてうれしかったと振り返っている。
TYPE-MOONの奈須きのこがメインシナリオを手掛けることになったものの、いざ開発が始まると厳しいスケジュールが待ち受けていた。たとえば、本来であればシナリオライターがキャラクターの表情やBGMなどについて細かな指示を出すが、本作においては表情や大まかなCGの指定ぐらいしかできなかったという。そこで、全7章のシナリオのうち、第4章と第5章のプロットはTYPE-MOON側が準備し、最初のライティングは別人に任せ、そのシナリオを奈須がリライトするという方式がとられた。その際、奈須は一部のパートをすべて頼めるシナリオライターについて新納に相談したところ、イベント関連のプランナーとして参加していた石川夏子が担った。石川は前作『Fate/EXTRA』の開発に際してヘルプで呼ばれており、奈須もその時の仕事を通じて彼女の力量を把握していたこと、そして発注時点では該当する2章以外の部分はすべてできていたことから、第1章と第2章をサンプルにする形で発注した。
石川本人は奈須と新納との対談の中で、本作のシナリオ執筆が印象的なことばかりだったと話しており、特に奈須の原稿のセリフの間にキャラクターの心情や伏線を記したト書きがたくさん書き込まれていたのが印象的だったと語っている。もう一つ印象的だったこととしてカルナとジナコのセリフの間に大きな空欄があり、そこに「2人の良い掛け合いができたが、保存せずに消してしまったため、もう少し待ってほしい」と記されたことを挙げている。
本作のチーフプロデューサーの水谷英之は、同作にて初登場した赤ランサーについて、『Fate/hollow ataraxia』に登場したルヴィアゼリッタのように「実力はあるがちょっと残念なタイプ」と、2011年のマチ★アソビ vol.7内で開かれた制作発表会にて説明している。
当初、BBの配下となるアルターエゴはサクラファイブとして5人登場する予定だったが、最終的にはパッションリップとメルトリリスの2人だけがゲームに登場することになった。

## スタッフ
- メインシナリオ - 奈須きのこ
- サブシナリオ - 奈須きのこ、石川夏子、熊衣べる、赤羽良保
- キャラクター原案 - 武内崇
- キャラクターデザイン - ワダアルコ
- 音楽制作 - TYPE-MOON
- プロデューサー - 水谷英之[5]
- OPムービー製作 - シャフト

### 主題歌（CCC）
オープニングテーマ
「サクラメイキュウ」
歌・作詞・作曲 - 分島花音 / 編曲 - 千葉“naotyu-”直樹

エンディングテーマ
「Blossom.」
歌 - 丹下桜 / 作詞 - ヤスカワショウゴ / 作曲・編曲 - 石濱翔

## システム
本作の基本的なシステムは『EXTRA』と同様だが、いくつかの変更点がある。たとえば前作に存在していた「魂の改竄」やスキルポイント（SP）の割り振りが廃止され、スキル習得は全て経験値によるレベルアップのみとなった。また、フィールド、アリーナ内でプレイヤーキャラクターがジャンプできるようになったほか、マイルームにイベント等の閲覧を行う『ギャラリー』や、プレイヤーとサーヴァントの衣装を変更する『クローゼット』が新たに追加される。
本作にて初めて搭載された要素として「シークレット・ガーデン」がある。これは、キャラクターの心の秘密を指す言葉であり、プレイヤーはキャラクターとの会話を通じてそれを暴き、心の障壁を取り除くことで、ゲームを進めることができる。
隠し要素として、ムーンセルの第五次聖杯戦争の観測によって再現されたという設定で、アーチャー（エミヤ）をはじめとする『Fate/stay night』の登場人物が登場する。

## ストーリー
聖杯戦争本戦の最中、主人公は保健室を任されているNPC間桐桜を助ける。その後、月海原学園には平穏な時が流れていたが、突如として黒い影の襲撃という異常事態が発生し、主人公は追いつめられるもののサーヴァントの声を聞き窮地を脱する。その後、主人公は月海原学園の旧校舎で目を覚ます。聖杯戦争では使用されていない月の裏側の領域にある旧校舎には、レオナルド主従や間桐桜をはじめ、幾人かのマスターとサーヴァント、NPCたちが集まっていた。主人公たちは聖杯戦争への復帰のため、協力して月の裏側からの脱出を図る。
主人公は、旧校舎の校庭に広がるダンジョン「サクラ迷宮」を突破すれば月の表側に帰還できることを知り、迷宮の探索を開始する。しかしそこには月の女王を自称する遠坂凛が新サーヴァント・ランサーを従えて立ちふさがる。主人公は、旧校舎に辿り着いていたマスターの一人・殺生院キアラの協力を得て凛を破り、彼女を正気に戻す。直後、間桐桜によく似た少女・BBが姿を現し、彼女がムーンセルの聖杯としての力を握り、地上を滅ぼすために騒ぎを起こしたことが明らかになる。
BBによって洗脳されていた凛と、続いて救出したラニ=VIIIを味方に加えた主人公たちの前に、彼らの前にBBが再び立ちふさがる。BBは万能とも言える強力な権能を主人公に見せつけ、さらに英霊複合体であるアルターエゴを従えていた。その内の一人であるパッションリップと主人公が死闘を演じている間に、主人公に協力するマスターの一人ジナコ=カリギリがBBによって捕えられてしまう。ジナコ擁する強力な英雄・カルナとの血戦を制した主人公はついにBBを追い詰めるが、駆けつけたレオナルドとガウェインの主従をBBは破ってしまう。そして主人公もBBによって監禁状態に置かれてしまうが、密かに暗躍していたユリウスの活躍によって旧校舎への帰還を果たす。
3度にわたって主人公と対峙したランサーを破り封印した主人公たちであったが、次の階層では2体目のアルターエゴ・メルトリリスに苦戦を強いられ、その最中でキアラが退場する。しかし間桐慎二の命を賭した活躍によって活路を見出し、メルトリリスを退ける。強力な権能を持つBBに対抗するため、主人公たちはサーヴァントの力を覚醒させるためにその電脳体へと入る事になる。改心したランサーの協力も得てサーヴァントを強化することに成功した。主人公は、BBを正気に戻して世界を救うため、サクラ迷宮の最深部へと足を運ぶ。
中枢で待ち構えていたBBは、主人公の誠意を受けて改心する。そこへ、死んだはずの殺生院キアラがサーヴァント・アンデルセンを従えて現れる。キアラこそが桜を狂わせた原因を作った張本人であり、今回の事件の真の黒幕であることが判明する。BBの権能を吸収して魔性菩薩へと変化を遂げたキアラは圧倒的な力で主人公たちを追い詰めるが、吸収したはずのBBの主人公への想いが障害となり、主人公に敗れ果てる。主人公は、サーヴァントとBBの協力を得て、崩壊するサクラ迷宮から脱出し月の表側へと帰還する。

## 舞台設定
本作の主な舞台である月の裏側には、古めかしい木造建築である「旧校舎」が破棄されており、BBがこれを主人公たちのコロニーとして再利用した。また制服も変更されており、学ランかセーラー服を採用している。
旧校舎前にある桜の木には、ムーンセル中枢へと向かう「サクラ迷宮」があり、基本的に3階ごとに層を形成している。迷宮はBBによって掘削が進められており、物語の進行とともに階層を増していく。

## 登場人物
『EXTRA』を初出とするキャラクターについては当該項目も参照。

### 主人公とそのサーヴァント
岸波 白野（きしなみ はくの）
本作の主人公。名前はデフォルトネームであり、ゲーム内では自由に設定が可能。
前作と同じく記憶喪失ではあるが、根っからのお人好しは変わらずに生徒会の雑務をこなしていく。中盤では出口のない虚数空間に落とされたが諦めずに希望を探し続け、サーヴァントの記憶領域で消去寸前に追い込まれても歩み続ける精神力はBBをして「異常」と言わしめた。
セイバー（Saber）
声 - 丹下桜
『EXTRA』における赤セイバーと同一人物。真名はネロ・クラウディウス。性能上の位置づけではスタンダードとなっている。
花嫁衣装のような衣装を割り当てられた際、当初は拘束具としての意味合いもあるためあまり乗り気ではなかったが、主人公の選択肢によっては気に入り始める。また新スキル「星馳せる終幕の薔薇（ファクス・カエレスティス）」が追加され、その際の台詞が戦闘とは一切関係ないマスターへの愛の告白となっている。
花嫁衣装を着た姿は『EXTRA』の衣装と区別する際には「セイバー・ブライド」と表記されることがある。なお、この衣装は『Fate/EXTELLA』ではNintendo Switch版の追加衣装としても登場している。
アーチャー（Archer）
声 - 諏訪部順一
『EXTRA』におけるアーチャーと同一人物。真名は無銘。性能上の位置づけでは、テクニカルとなっている。
素肌の上から羽織った赤い皮のジャケットに、黒い皮のズボンの新衣装を割り当てられており、本人は恥じつつも拒絶はしていない。また新スキルとして宝具発動中のみ使える「永久に遙か黄金の剣（エクスカリバー・イマージュ）」が追加された。第五次聖杯戦争のセイバーの「約束された勝利の剣（エクスカリバー）」を投影し斬撃を放つ技で、放つ構えもセイバーの構えを彷彿させる。
キャスター（Caster）
声 - 斎藤千和
『EXTRA』におけるキャスターと同一人物。真名は玉藻の前。性能上の位置づけでは、マニアックとなっている。
ゴスロリ衣装をベースに亀甲縛りに見立たリボンをあしらった新衣装は、彼女の妖艶さを強調していることから、主人公からも刺激が強すぎると評価された。マスターである主人公への愛情が更にエスカレートしている。また新スキルである「呪法・玉天崩」は、前作にて言及のあった「一夫多妻去勢拳」を発展させたものであり、対男性クリティカルという名前の通りの性能を持っている。
隠し要素としてムーンセルによる再現でトワイスと契約している時のキャスターが登場している。まじめな口調である一方、サーヴァントから人形と評価された。
エンディングでは切り離された8つの尻尾がアルターエゴとなって「タマモナイン」として登場している。以降は『Fate/Grand Order』や『Fate/Samurai Remnant』などの関連作品において、タマモナインが個別のキャラクターとして登場している。
ギルガメッシュ（Gilgamesh）
声 - 関智一
身長：182cm / 体重：68kg / スリーサイズ：B94/W73/H93 / 血液型：不明 / 誕生日：不明 / 属性：混沌・善
パラメータ： 筋力：B / 耐久：B / 敏捷：B / 魔力：A / 幸運：A / 宝具：EX
スキル： 単独行動：EX / 神性：B（A+）/ 黄金律：A / コレクター：EX
『Fate/stay night』および『Fate/Zero』にて登場したサーヴァントと同一人物。この世全ての財宝を保有すると豪語し、その宝物庫に収められた無数の宝具を撃ちだす戦法を得意とする。乖離剣・エアによる対界宝具「天地乖離す開闢の星（エヌマ・エリシュ）」も用いる。彼を選んだ場合の難易度は「チート」となっている。 本家の聖杯戦争の記憶は無いものの、女性の好みなどからそれを示唆する発言をしている。
非常に尊大な口調で話し、自身を「絶対にして始まりの王」「英雄王」と自称する。聖杯戦争の定めたクラスに収まらないサーヴァントであると称し、周囲の者には自身をギルガメッシュと呼ばせている。なお、『stay night』などの関連作品ではアーチャーのクラスで現界しており、カルナからもそれを指摘される場面がある。
ギルガメッシュは物語の真相に関わる発言をすることが多いため、シナリオ原作者は2周目以降の選択を推奨している。
宝物庫の設定は過去の作品でも存在したが、本作ではさらに深く設定が開示されている。曰く英雄の逸話は人類最古の英雄であるギルガメッシュの伝説から派生したものであるために英雄の宝具の原典は彼に行き着き、そしてその原典は人類の知恵の原典にしてあらゆる技術の雛形である。ゆえに宝物庫には人類が生み出すものであれば過去未来の時間軸問わず全てを保有している。逆に所有していない物は基本的には全く別の新人類または別天体の知的生命体の文明技術よって生み出す全く別の概念による物と、存在こそしても使用された事がない物は何の原典に当たるかわからないため収蔵されていない、もしくは収蔵されていても引き出せない。

### マスター
遠坂 凛（とおさか りん）
声 - 植田佳奈
霊子ハッカーの少女。主人公達とは別に月の裏側に落ち、BBによってサクラ迷宮のセンチネルに仕立て上げられた。
ラニ＝VIII（ラニ＝エイト）
声 - 真田アサミ
ホムンクルスの少女。凜と同様に月の裏側に落ち、BBによってサクラ迷宮のセンチネルに仕立て上げられた。
間桐 シンジ（まとう シンジ）
声 - 神谷浩史
霊子ハッカーの少年。月の裏側に落とされた際、サーヴァントとはぐれてしまい、旧校舎に滞在している。
現実世界では没落した名家の出自であり、西欧財閥から多額の金で買い取った優良遺伝子を用いたデザインベイビーである事が判明する。聖杯戦争に参加した真の理由は、家の命令で受賞した名誉ではなく、自分の意思で偉業を成し遂げて自分の名前を残す事である。作中で記憶を取り戻すが、自分がすでに敗北し裏の世界でしか生きられないことを悟ってBB側に寝返ったが、メルトリリスによって切り捨てられる。
レオナルド・ビスタリオ・ハーウェイ（Leonardo B Harwey）
声 - 朴璐美
世界を支配するハーウェイ家の御曹司。本選の最中に月の裏側に落とされた。旧校舎では主人公を含む「生徒会」を発足し、月の裏側からの脱出を試みる。
前作からかなり性格が軟化しており、当初主人公はその変貌ぶりからBBが用意した偽物ではないかと疑っていたが、やがてレオ自身が抑圧してきた望みが変貌の原因ではないかと考察している。月の裏側の通貨を大量に所持しているが、彼にお金を借りる場合ハーウェイ家に代々伝わる貸付方法として10日で1割の利子が付く「ハーウェイ・トイチシステム」を提案してくる。
決着術式（ファイナリティ）と呼ばれる術式「聖剣集う絢爛の城（ソード・キャメロット）」を有している。圧倒的な魔力消費量と操作難易度からレオですら三分間しか展開できないが、破壊するには聖剣レベルの攻撃力を必要とし、尚且つ転移等のあらゆる魔術を遮断する高密度の炎の壁を作り出す事が出来る。
ユリウス・ベルキスク・ハーウェイ（Julius B Harwey）
声 - 羽多野渉
レオの異母兄で、レオ同様に月の裏側に落とされ、生徒会のサポートを行う。枷が外れたレオや天然すぎるガウェインの行動に頭を悩ませている。サーヴァントは不在。
表の聖杯戦争に敗北して執念で亡霊となっていた所をBBに回収されており、記憶を取り戻すと同時にBBの配下に付いた。しかし、これらの行動は全て彼女の裏に居るであろう黒幕を探る為の芝居であり、虚数空間に落とされた唯一の「友人」を助けるため、自身を犠牲にしながらもサーヴァントへの道を切り開いた。
ありす
声 - 野中藍
『EXTRA』で開かれた聖杯戦争に参加していたマスターの一人。BBによってキャスターと一緒に蘇生した。性格は相変わらずで、パッションリップの護衛の任務を放棄していた。その後、キャスター共々メルトリリスによって悲惨な目に合う。
臥藤 門司（がとう もんじ）
声 - 伊藤健太郎
様々な宗教を織り交ぜた宗教論を展開する男性。月の裏側に落とされ、サーヴァントとは離別している。生徒会ではレオに応援団長に任命された。突飛さは相変わらずだが、他人に対する気配りが行き届いており、かつての対戦相手で引きこもりのジナコの元に足繁く通って親交を深めようとするなど面倒見が良い。この変化について主人公に尋ねられた時には今回は自分以外全て敵である聖杯戦争ではないため他者との繋がり大事にしなくてはならないことと語っている。自身の敗北と死の記憶を取り戻した後は宗教を広める執念を捨てたことで人生唯一の悟りを見出し、かの英雄王ですら感心するほどの答えを出した。
本編ではキアラの事を何かしら覚えがあったが結局思い出せず終いだったが、実は修業時代に日本の山中にて出会っている。その際の禅問答対決で彼女を打ち負かしているが、この事の記憶は彼女によって消されている。
トワイス・H・ピースマン（Twice H Pieceman）
声 - 東地宏樹
『EXTRA』でムーンセルの中枢にいた人物。絶望に沈む主人公を欠けた夢を通して激励した。隠し要素として、ムーンセルによる再現によって彼と狐耳のキャスターが契約してた時の状態で共に登場している。
ジナコ＝カリギリ（Jinako Carigiri）
声 - 悠木碧
身長：153cm / 体重：82kg / スリーサイズ：B109/W87/H112 / 血液型：B / 誕生日：11月3日
重度のネット中毒の女性。ドイツ人の父と日本人の母を両親に持つハーフ。特に秀でた才能はないものの、ウィザードの素養を持っていたこともあり、霊子虚構世界に紛れ込んでしまう。マスターの資格を持っているが聖杯戦争に加わる気概はなく、ただただ隠れて事態をやり過ごそうと考えている。本戦ではハッキングで得た用務員室に閉じこもってSE.RA.PHの監視から逃れていたが、記録上は既に不戦敗扱いされており、消滅の運命に囚われている。その事に再び気づいたのちはさらに自暴自棄になるが、後に自らのサーヴァントの宝具によって彼女の身の安全は守られているという事実が判明する。
じな子というハンドルネームのゲームチャンプで、慎二をNo.2に押しとどめている張本人。本人曰く「寝てる間もレベル上げしてる」とのこと。それなりに裕福であった両親の死後、その遺産を相続してからは中学卒業以来進学もせず、延々と引きこもってネット上のみのコミュニティで生活してきた。サーヴァントは痩身のランサーであるが、クラスを「ランチャー」と名乗らせている。
『FGO』ではガネーシャの依代としてムーンキャンサークラスの疑似サーヴァントとなっている（人格はジナコ本人）。
殺生院キアラ（せっしょういん キアラ）
声 - 田中理恵
身長：166cm / 体重：53kg? / スリーサイズ：B96/W58/H86 / 血液型：A / 誕生日：6月4日
藤村大河の名で主人公の「夢」に現れた尼僧服の美女。その正体は聖杯戦争に参加したマスターの一人であり、月の裏側に落ちた後は旧校舎に身を寄せているものの、自力での脱出は諦めてしまっている。ちなみに前作で名前のみ登場している。名前の漢字表記は祈荒。
その生い立ちは江戸時代に途絶えたとされる真言宗の密教立川流最後の導師。真言立川詠天流というカルト組織で幹部をしており、彼女の欲求から生み出したある魔術が原因で西欧財閥から国際手配されていた。聖杯戦争に参加する以前、彼女はその教義のもとで多くの衆生を救い、その救った者たちに裏切られ、それでもなお人間を救おうと手を伸ばしたのだという。アンデルセンはそんな彼女を「おぞましい」とも「菩薩癖」とも呼ぶ。聖杯にかける望みもまた「人々を救いたい」というものであるが、彼女自身その願いは自分の欲を満たすものであり、恥知らずな欲望であると語る。サーヴァントは青髪のキャスター。
「CCC」に置ける黒幕。自分の快楽の為だけにムーンセルを乗っ取り、神になろうと画策する。本来の人格は他人を虫同然と見做し、己の快楽のための道具として扱うことに何の抵抗もない。しかしその上で、全ての人間を愛していると言う常軌を逸した異常性を持っている。自身の欲を追求した結果として人類が滅びてもかまわないと考えており、自分の欲のために人を救う、あるいは滅ぼすことにためらいを持たない。CCCにおける真のルートで本性を現し、月の裏側でマスター達の魂を吸収した「魔人」となって主人公に立ち塞がる。彼女の劇中での役割はCCC版の「この世全ての悪（アンリマユ）」である。その在り方は、人々によって本人の意思とは関係なく「この世、全ての悪であれ」とさせられた人工魔とは異なり、「自ら快楽を得るためにそうなった」という点で彼とは異なる。
宝具は「この世全ての欲（アンリマユ/CCC）」。ムーンセルを介する事で「全能の力」を得た事によって人類すべての欲望を受け止める大地母神に変生した彼女は、コードキャスト「万色悠滞」により人々の魂を自身の身体に招き入れ、何十億という快楽の渦を作り上げる。この快楽の渦は知性あるものを融かし、その「人生」を一瞬で昇華させる。この能力はどれほど知性構造が異なっていようと、知性あるものには例外なく作用する。アンデルセンは「最低最悪の宝具」と評しその発動前にわざわざ敵である主人公達に教えてくれる。但しあるストーリー的な理由から、この攻撃だけで敗北する事は無い割合ダメージ仕様になっている。
『FGO』での彼女は経歴が大きく異なるが、ある理由で本作の彼女と同期させられたことをきっかけに人類悪「ビーストIII/R」に変生。後にその残滓がアルターエゴとして英霊の座に登録されたが、本性を隠しているだけなのでビーストIII/Rに戻ることもできる。
『月姫-A piece of blue glass moon-』では埋葬機関第三位の「尼僧（シスター）」キアラ・キッショウインとして名前のみ登場。サバトによって悪魔化しており、この次元において全能を身につけているらしい。
坂神 一人（さかがみ かずひと）
「FoxTail」に登場する、学ランに学生帽という前時代的な男子学生を思わせる若い男。セイバーとともにサクラ迷宮第7階層に現れる。表情をあまり顕さず性格はどこか飄々としているが、軽いノリのセイバーには振り回されがち。セイバーからの求愛を一身に受けているが、冷淡に受け流している。

### サーヴァント
アーチャー（Archer）
声 - 鳥海浩輔
『EXTRA』に登場したサーヴァント。BBによって蘇生され、彼女の尖兵として暗躍する一方、彼もユリウス同様に事件の黒幕を独自に探っていた。
キャスター（Caster）
声 - 野中藍
『EXTRA』に登場したサーヴァント。マスターであるありすとともにBBの手で蘇生される。BBの尖兵として利用されるが、全く従わず、最終的にはありす共々、メルトリリスにより悲惨な目にあわされる。
ガウェイン（Gawain）
声 - 水島大宙
『EXTRA』に登場したサーヴァント。マスターであるレオと共に月の裏側に落とされるが、他のサーヴァントとは異なりほとんど制約がない。前作と比べてレオと同様に人間味が出てきており、天然っぷりや年下の女性に対する拘りなどが明らかになる。過去のアーサー王を始め円卓の騎士に関する発言も多く、本人は誇らしげに語るものの、周りからは微妙な反応をよく受ける。「ハーウェイ・トイチシステム」の取立人であり、特定条件を満たすと彼と戦闘になるが、その際には言動に借金返済を迫るニュアンスが多々混じる。
ランサー（Lancer）
声 - 大久保瑠美
身長：154cm / 体重：44kg / スリーサイズ：B77/W56/H80 / 血液型：不明 / 誕生日：5月17日 / 属性：混沌・悪（槍）/狂化・暴走（狂）
パラメータ（槍）： 筋力：C / 耐久：D / 敏捷：A（ゲームではE） / 魔力：A / 幸運：B / 宝具：D
パラメータ（狂）： 筋力：A / 耐久：A / 敏捷：B / 魔力：D / 幸運：C / 宝具：E-
スキル（槍）： 陣地作成：B / 戦闘続行：B / 竜の息吹：E / 拷問技術：A / カリスマ：C
スキル（狂）： 狂化：E- / 精神異常：A / 対魔力：A / 無辜の怪物：A
竜のような角と尻尾を持つサーヴァントで、身の丈を超す槍を使った接近戦が得意だが、自身の魔声による超音波によって遠距離でも攻撃が可能。性格は極めて残忍であり、人間を自分が美しくなる為の道具として見下しているが、使える人間や気に入った人物にはそれなりの礼儀を持って接する。また、かなりの拷問好きでもあり、脱走したNPCをじわじわと嬲り殺しにしたり、マスターに黙って拷問部屋を用意するほどの徹底ぶりである。英霊になった後、後世の文明に存在する「アイドル」に深い感銘を受けており、言動にもその片鱗が見られ序盤ではクラス名を「アイドル」と名乗っていた事があり、マスターのことを「プロデューサー」と呼ぶ。ただし、美声ではあるが極度の音痴である。
意見の相違からマスターを殺害してBBに協力し、遠坂凛、ラニ=VIIIと何度もマスターを変えた。主人公とは幾度となく交戦することになるが、最後は凛が作成したアイスウォールに囚われ、悲壮な叫びを上げながら封印された。
真名はエリザベート＝バートリー。16世紀のハンガリー王国の貴族であり、「血の伯爵夫人」の異名を持つ連続殺人鬼。吸血鬼伝説のモデルにもなった人物。主には史実通りの趣味、嗜好、性格の持ち主で、血浴みや拷問といった、歴史上彼女が嗜んだと言われる残虐行為に嬉々として及ぶ。容姿に龍の角と尻尾が見られる点については、血濡れの鎧のランサーと同じく「無辜の怪物」による魔人化の影響である。血濡れの鎧のランサーは後の世の創作によってその在り方を捻じ曲げられたが、彼女の場合は生前の行動によるイメージが影響している。
宝具は「竜鳴雷声（キレンツ・サカーニィ）」。バートリー家の家紋でもある、天候の精霊にして雷鳴のドラゴンの威風を宝具としてコンバートしたものであり、音と振動の増幅による共鳴で風雨を呼ぶ。攻撃の他、この宝具の機能は持ち主の声に宿る威厳やカリスマ、癒しの波動、聞くだけで心を砕く悪意、声量を9の9倍に増幅するなど幅広く多岐に渡る。
後にある理由からバーサーカーにクラスチェンジし、スキルや宝具も変化している。この状態の彼女は狂化してはいるもののそのレベルはE-と最底辺であり、大部分の理性が残っているため見た目も変わらず狂化の恩恵をあまり受けていない。本人は狂化レベルが低い理由として、自分の精神異常を挙げている。また狂化とは別に、他人の痛みを感じず、周囲の空気を読めなくなっている特性を持っている。「無辜の怪物」により竜化した彼女は肺そのものを異界とし、凄まじいまでの肺活量を手に入れた。この肺から放たれる声こそが、竜がそれぞれに持つ属性を生かした最強の武器、彼女独自の「竜の息吹（ドラゴンブレス）」である。彼女の容姿の竜化は「無辜の怪物」によるものだが、その容姿の変化とは別に、彼女自身も気づいていないところで本当に竜の血が交じっており、非常に強い対魔力を持つ。宝具は「鮮血魔嬢（バートリ・エルジェーベト）」。彼女が生涯君臨し続けた居城「監獄城チェイテ」をアイドルを引き立てるステージとして召喚する。この城はそのものが巨大なアンプに改造されており、彼女のドラゴンブレスを増強する。
人を殺す事に何の呵責も感じない根っからの異常者であるが、真っ当な貴族教育も受けているため、純潔に関する認識は純真無垢であり、恋愛にあこがれる少女としての一面が存在する。
特に主人公に対しては序盤から何度も交戦し、虚数空間からの脱出により精神的に成長した姿は彼女にとって理想的な人物像であって好意を持つ事になる。気に入られたいと思って料理を作った際、主人公が悶絶するほど味が悪かったものの、栄養価は良好だったため、主人公は翌日元気にはなった。また、物語後半ではサーヴァントの神話礼装解放の為に主人公と一時的に契約を交わす。
『Fate/Grand Order』に登場するカーミラは成長した彼女であり、他にもハロウィンイベントにおいてキャスター、セイバー、彼女をモデルとしたアルターエゴのメカエリチャンといったバリエーションが登場する。
カルナ
声 - 遊佐浩二
身長：178cm / 体重：75kg / 血液型：不明 / 誕生日：不明 / 属性：中立・善
パラメータ： 筋力：B / 耐久：A / 敏捷：A / 魔力：B / 幸運：A+ / 宝具：A++
スキル： 対魔力：C / 騎乗：B / 神性：A / 無冠の武芸：－ / 貧者の見識：－
ジナコ＝カリギリのサーヴァント。言動は率直で嘘偽りがないが故に、冷酷に真実をついていることが多い。本来のクラスは「ランサー」だが、ビームに等しいスキルを持つため、マスターの意向により「ランチャー」を名乗っている。また、ジナコは最初から彼を真名で呼んでいたため、当初は彼のクラスが明らかになっていなかった。
なお彼のFateシリーズ初出は『Fate/Apocrypha』であり、キャラクターデザインもその時のものを踏襲している。ギルガメッシュと同格の英雄であるが、マスターのジナコが令呪も満足に行使できないほどに魔術師として力量不足の為、十全に力を発揮出来ておらず、マスターの差によって火力ではガウェインにさえ及ばない。また、鎧は一身上の都合で喪失している為、性能は大幅に弱体化している。なお、幸運のステータスは自己申告。
真名はカルナ。インド神話の大英雄であり、太陽神スーリヤの息子。後にスーリヤと一体化することから最高クラスの神性を持ち、自分より神性の低い太陽神系の英霊に対し非常に高い防御力を発揮する。宝具である「日輪よ、死に随え（ヴァサディ・シャクティ）」は、もともと神々の王インドラに与えられた雷槍である。因みにこの槍は使用された伝承がないために該当する宝具の原典が不明で、ギルガメッシュの宝物庫から取り出すことができない（見つからない）宝具でもある。
それ以外に、また対軍・対国宝具「梵天よ、地を覆え（ブラフマーストラ）」と対国宝具「梵天よ、我を呪え（ブラフマーストラ・クンダーラ） 」を有している。
サーヴァントとしての行動理念は自らを召喚したマスターに仕える事であり、命令の嫌疑に関わらず逆らう事は無い。これらの行動には、彼に取って全ての人間（自身も含め）は、皆等価値であると言う認識から成り立っている。「施しの英雄」と称される人柄のように他者の頼みは道理さえ通っていれば大抵は断らない他、ジナコを気にかけてくれる主人公やガトーに気遣いを見せたりもしている。また、やや天然の一面がある。
彼の喪失した黄金の鎧「日輪よ、具足となれ（カヴァーチャ＆クンダーラ）」はギルガメッシュの宝物庫にも存在しない破格の宝具でもあり、特に太陽の輝きを放つ鎧であるために、「月は太陽の恩恵で輝ける」理もあって月そのものであるムーンセルには干渉自体不可能でもある。その鎧を彼は、表の聖杯戦争時に試合放棄し死ぬ運命だったジナコを救う為に彼女に与えている。
キャスター（Caster）
声 - 子安武人
身長：146cm / 体重：39kg / 血液型：不明 / 誕生日：不明 / 属性：中立・中庸
パラメータ： 筋力：E / 耐久：E / 敏捷：E / 魔力：EX / 幸運：E / 宝具：C
スキル： 人間観察：A / 高速詠唱：E / 無辜の怪物：D / アイテム作成：C
青い短髪の少年のような姿をしたサーヴァント。その容姿とは正反対に老成した声音で話し、性格もだいぶ歪んでいる。基本的には他者に対してとげのある態度をとるが、他人を批評したり、助言を与えることを得意とする。マスターである殺生院キアラに対しても口は悪く、自身のことを戦闘では役に立たないサーヴァントであると主張しており、肉体労働は何より嫌いと豪語する一方、頭脳労働が好きというわけでもない。「いいネタになる」という理由で主人公たちに情報提供をし、主人公やサーヴァントに対しても彼なりの叱咤激励を行っている。
真名はハンス・C・アンデルセン。世界三代童話作家の一人に数えられ、悲劇を多く残した作家である。サーヴァントは元になった神話・逸話の全盛期の姿で現れるものだが、彼の場合は作家として名を轟かせた時期よりも幼い姿で顕現している。本人曰く「ガキの頃がもっとも感受性にあふれていた」ためらしい。またサーヴァントとなった彼は、スキル「無辜の怪物」（彼の本を読んだ読者たちの「この作者はこんな人間に違いない」という決めつけ）によって体が侵食されており、肌には人魚の鱗や火傷の痕が残っている。また心もバッドエンドを好む悪魔という決めつけに侵食されつつあるようだが、本人はそれらを「有名税だ」と割り切っている。戦闘力はなく、対象者を執筆内容の通りに変化させる宝具「貴方のための物語（メルヒェン・マイネスレーベンス）」を駆使してマスターの武力を引き上げている。
「FGO」のイベントにおいてはNPCとして成長した大人の姿が登場している。
セイバー（Saber）
声 - 東山奈央（Fate/Grand Order）
身長：164cm / 体重：51kg / 血液型：不明 / 誕生日：不明 / 属性：中立・悪
「FoxTail」にて登場する、坂神一人のサーヴァント。白拍子の服装を現代の学生制服状にアレンジしたような服装で、獣の耳と尻尾を持つ。また缶バッジやストラップなどを付けた学生鞄を所持しており、言動や外見もいわゆる「女子高生」のもの。一人のことは「カズくん」と呼び、一人の彼女を公言するなど非常に慕っている。白野の妻を主張するキャスターとは同族嫌悪じみた仲の悪さを披露しており、SGも二つ目まではキャスターのものと全く一緒であった。武器は一振りの日本刀だが、それとは別に新たに宙に浮く二振りの日本刀を顕現できる。物語序盤、サクラ迷宮に落とされたマスターやNPCたちをBBの指示で討伐していた。サクラ迷宮における第三の衛士でもある。
真名は鈴鹿御前。坂上田村麻呂と共に数多の鬼退治を行ったとされる舞姫である。無数の「大通連」を顕現させ文字通り刃の雨を降らせる「恋愛発破・天鬼雨（れんあいはっぱ てんきあめ）」、「小通連」を介して知性を向上させる「才知の祝福（さいちのしゅくふく）」、「顕明連」を朝日に当てることであらゆる世界を見通す「三千大千世界」という3つの宝具を持つ。

### NPC・AI
間桐 桜（まとう さくら）
声 - 下屋則子
『EXTRA』でマスターたちの健康管理をしていたAI。本作においては、主人公たちが滞在する旧校舎を維持するだけでなく、迷宮探索に赴く主人公のバックアップを務めている。
前作では他のNPC同様に無機質な印象を受けるが、今作では親切にしてもらって嬉しそうに笑う、主人公の覚悟を聞いて涙するなど、人間と変わらない様々な表情を見せる。主人公の行動をほぼ完全に把握しており、ここぞという時の不真面目さは自重するようクギまで刺している。
なお、桜に問題が起きた際は、カレンという別の上級AIが健康管理の役割を担うことになっているが、桜本人はカレンがマスターの生存よりも試練を優先する性格を問題視している。
言峰 綺礼（ことみね きれい）
声 - 中田譲治
『EXTRA』で聖杯戦争の進行役を務めていたAI。他のNPC同様に月の裏側に落とされたが、BBによって役割を改竄されて購買部の店員となった。本人は意外とノリノリであり、法外なレートをふっかけてレオの手持ちのお金を100分の1にするなど商魂を見せている。サーヴァントがギルガメッシュだと購買での対応が変化する他、服装が原作に近いデザインに変更されている。
藤村 大河（ふじむら たいが）
『EXTRA』で主人公のクラスの担任教師をしていたAI。他のNPC同様に裏側に落とされ、「タイガークエスト」を発令して主人公に必要なものを依頼して脱出を試みる。
5-10（ごー・とう）
旧校舎に取り残されたNPCの一人で、『Fate/stay night』に登場した後藤劾以に似た姿をしている。
モノマネが趣味で、時期によって口調が変化する。用務員室にひきこもるジナコを気にかけていたようだが、BBによる侵攻が進むにつれてその姿を消してしまう。
風紀委員長
上級AIの一体で、間桐桜よりもさらに上の権限を持つ。メガネをかけた女性。
SE.RA.PHの風紀を取り仕切っているようだが、参加者である人間については否定的な発言が目立つ。旧校舎に取り込まれた後もその性格からか状況の改善を図ろうとしていたが、BBに目を付けられて消滅させられてしまう。

### BB陣営
BB（ビィビィ）
声 - 下屋則子
身長：156cm / 体重：46kg / スリーサイズ：B85/W56/H87 / 血液型：O / 誕生日：3月2日
パラメータ： 筋力：★ / 耐久：★ / 敏捷：★ / 魔力：★ / 幸運：★
スキル： 黄金の杯：EX / 自己改造：EX / 十の王冠：EX / 百獣母胎：EX
「CCC」のキーパーソンとなるNPCであり、桜の同型機にあたる。サクラ迷宮を生み出し、マスター達を月の裏側に閉じ込めた張本人であり、月の女王を名乗っている。外見は桜と同じだが、挑発的な態度、淫靡さを漂わせた物腰、BBチャンネルで毎回ハッキングするなどの妙な凝り性のせいで内面がかなり異なる。
月の聖杯戦争に参加した百体以上ものサーヴァントを取り込んでおり、強大な力を持つ。一方で、元々が健康管理AIであるためマスター達に対する戦闘権限を持たず、基本的に攻撃は自らの分身である「アルターエゴ」や蘇生したサーヴァント、シェイプシフターと呼ばれるエネミーらによって行う。
中盤では、自身のアルゴリズムを改竄し、マスターやサーヴァントに対する攻撃権を有するイレギュラーNPC「ムーン・キャンサー」（月の癌）へと変化し、性能も大幅に強化した。その万能とも言える力をもたらしているスキル「百獣母胎」は、ギルガメッシュすら届かない約8000年前のチャタル・ヒュユクの女神に始まり、各地の神話に派生していく大地母神の権能である。
主人公に対して妙な執着を見せており、自分から弱点であるSGを晒したり、BBチャンネルにゲストとして発言権を与えるなどの配慮を見せている。その執着は自身の分身である「アルターエゴ」も影響を受けている。
その正体は桜のバックアップであり、彼女が封印した記憶を持つ同型のAIである。ムーンセルでの予選開始時、CCCの事態を引き起こした真の黒幕によって桜は自由性を獲得すると同時に自身に起きた異常を処理し切れず過負荷を起こして消滅の危機を迎える。そこへを主人公により救われたことで自我を獲得し消滅を免れた。その出会いを大切に思った桜は自己の特権を利用してその出会いの日々を繰り返したのだが、AIとして矛盾した行動を取り続けていることと、主人公の”ある事実”に気が付いた事でより苦しむこととなってしまう。「あらゆるものを記憶する」ムーンセルの特性から、AI達も自己の記憶の破棄を一切禁じられているため、記憶を消去できず、最終的にその出会いと繰り返した日々の記憶を封印する道を選び、記憶をバックアップに移して事態の解決を図る。しかし、記憶を移植されたバックアップはそんな自分を許せず、「主人公を守る」というただ一つの目的のため、BBを名乗り創造主であるムーンセルにさえ牙を剥き、虚数や悪性情報にまみれて自身も崩壊していく「月の癌」となり果てることさえ受け入れ、一連の事件を引き起こした。
宝具「C.C.C.（カースド・カッティング・クレーター）」は、BBが獲得したEXスキル「百獣受胎（ポトニア・テローン）」を最大限に活用した、事象の書き換えである。
BB1st（ビィビィファースト）
「FoxTail」において岸波たちの前に現れたBB。黒いゴスロリファッションに身を包んでいる。
性格は冷酷非情そのもので、上記に見られる主人公への執着は一切なく本気で殺しにかかっている。
正体はカズラドロップがスキル「インセクトイーター」で取り込んだメルトリリスにBBの出力の8分の5を与え、BBの外装を被せ偽装した存在。
BB2nd（ビィビィセカンド）
「FoxTail」に登場。BB1stと敵対するもう一人のBB。
正体はカズラドロップの「インセクトイーター」で出力の8分の7を奪われた本物のBB。

パッションリップ（Passionlip）
声 - 小倉唯
身長：156cm / 体重：1t / スリーサイズ：B160/W63/H87 / 血液型：O / 誕生日：4月10日 / 属性：秩序・中庸
パラメータ： 筋力：A+ / 耐久：A / 敏捷：C / 魔力：B / 幸運：E / 宝具：C
スキル： トラッシュ&クラッシュ：EX / 気配遮断：A+ / 被虐体質：A
「CCC」から登場するAI、「アルターエゴ」の一人。BBの外見を模しており、華奢な体に似合わないほどの巨大な鉤爪と豊満な胸を持つ。BBの眷属の一人であり、話し方は丁寧、かつ穏やかであるが、感情の振れ幅が激しいなどの情緒不安定な一面を持っている。BBから生み出されたせいか主人公に執着しており、「わたしの王子様」と呼ぶ等、アルターエゴたちの中で最も主人公に対する恋慕が強い。BBに対しては「お母様」と呼ぶ一方、彼女の用意したエネミーを潰したり、本人不在の場では「あの女」と呼ぶ一面があるなど、彼女に対する忠誠心は低い。家事全般が不得手である一方、殴ったり潰すなどの暴力的な行為は得意である。
BBのある目的のために生み出された英霊複合体であり、神話級の女神系列の英雄（=ハイ・サーヴァント）を組み込んでいる。彼女に組み込まれた女神はインド神話の美の女神パールヴァティー、同じくインド神話の戦いの女神ドゥルガー、北欧神話の戦いの女神ブリュンヒルト。それぞれの女神の持つ逸話や能力が、パッションリップの容姿や性格に様々な形で反映されている。
手に収まるものを超圧縮する固有スキル「トラッシュ&クラッシュ」を有しており、胸の谷間には虚数空間を利用して作られたゴミ箱「ブレストバレー」がある。前者は情報の圧縮能力が凄まじく、手に収まるものはアリーナやNPCも例外ではない。ただし、規模が大きいものは圧縮に時間がかかるうえに遠方から見渡せる領域で行わないといけない。彼女によって潰されてキューブ状になったものは「役割こそそのまま」だが「元には絶対に戻れない」という状態になる。宝具は「死が二人を分断つまで（ブリュンヒルデ・ロマンシア）」。対象への愛情の深さに応じて命中精度とダメージが上昇する。この宝具の材料としてBBが選んだのは愛する者への復讐という逸話を持つ女神ブリュンヒルデ。この宝具は戦闘開始直後に必ず使用されるうえ、前述の「トラッシュ&クラッシュ」を利用していることで「DEATH」効果が付与されるため、何らかの対策を取らない限りまずまともな勝負に持ち込むことはできない。
『FGO』に登場した際は心境が変化したのに合わせて宝具名が「死が二人を別離つども（ブリュンヒルデ・ロマンシア）」に変換している。
メルトリリス（Meltryllis）
声 - 早見沙織
身長：190cm / 体重：53kg / スリーサイズ：B75/W55/H80 / 血液型：O / 誕生日：4月9日 属性：秩序・善
パラメータ： 筋力：E / 耐久：C / 敏捷：A+ / 魔力：A / 幸運：B / 宝具：EX
スキル： メルトウイルス：EX / 加虐体質：A / 騎乗：B
「CCC」から登場するAI、「アルターエゴ」の一人であり、メルトリリスという名前は自分でつけた。パッションリップに次いでBBによって生み出された眷属の一人で、華奢な体と鋭い針のような鋼の具足を持つ。他の二人に比べて肉体的に幼い外見をしている。話し方は理性的であるいっぽう、性格は攻撃的かつ嗜虐的なサディスト。主のBBの眼を盗んで主人公と接触するなど彼女自身の思惑が存在する。またパッションリップ同様に主のBBに対する忠誠心は低い。重度のドールマニアであり、日本のフィギュア技術に惚れ込んでいる。
パッションリップと同じ英霊複合体で、ギリシャ神話の処女神アルテミス、旧約聖書に登場する魔物レヴィアタン、インド神話の河の女神サラスヴァティーの三神が組み込まれている。
具足を用いる事でフィギュアスケートのように地面を蹴り、具足で相手を刺し殺す戦法をとり、固有スキル「オールドレイン」は刺殺した相手のデータ（能力、経験値、その他全て）を奪う効果がある。ただし、現状このスキルによるレベルアップの最大値は999までであり、ムーンセルのシステムに干渉して、無限にレベルを上げられるようにしたいと考えている。また、具足には対象を侵食、同化、吸収する「メルトウイルス」が仕込まれており、刺殺できなくても対象を崩壊させ、メルトリリスと同化させる事ができる。この性質は彼女の恋愛概念そのものであり、主人公と自分以外の存在を認めないと言う閉鎖的でありながらも献身的な恋慕を意味している。宝具は有利効果を自身のものへと剥奪する特殊効果を持つ「弁財天五弦琵琶（サラスヴァティー・メルトアウト）」。本来は対人戦に使うものではなく、一定の文明を築いた文明圏に用いる対界宝具。肉体・精神を溶かし、対象となったコミュニティーの良識や道徳をとろけさせる。この宝具の材料としてBBが選んだのは「流れるもの」を操るサラスヴァティーを源流とする弁財天。
キングプロテア（Kingprotea）
声 - 潘めぐみ（Fate/Grand Order）
身長：30 - ?m / 体重：?kg / 誕生日：4月1日 属性：秩序・善
パラメータ： 筋力：EX / 耐久：EX / 敏捷：A / 魔力：D / 幸運：B / 宝具：－
スキル： ヒュージスケール：EX / グロウアップクロウ：EX / 自己暗示：EX
「FoxTail」にて登場した「アルターエゴ」の一人。外見は体中に包帯と苔を纏った長髪の間桐桜だが、人間を指で摘まめるほどの巨体を持つ。知性は劣るようだが、その体躯ゆえに圧倒的な破壊力を持つ。かつては虚数空間の果てに封印されていたが、ヴァイオレットとともに白野の夢の中に出現する。
他のアルターエゴ同様に英霊複合体であり、各方面の神話体系の大地母神（ティアマトなど）が組み込まれている一方、宝具は所持していない。所有するスキル「ヒュージスケール」は効果レベルが上限に到達すると更なる上限レベルを新たに設定するものであり、彼女の肥大化の原因となっている。このスキルにより際限ない成長を可能としている一方、知性や機能面が成長に追いつけないという欠点も孕む。また、もう一つのスキルである「グロウアップグロウ」は常時経験値を獲得している状態を保つことにより、時間とともに自然とレベルアップを繰り返しているため、このスキルも彼女の肥大化の一因となっている。またEXクラスの「自己暗示」スキルを所有しているため、外からの精神攻撃はおろか、内面の精神不安などの一切を無視する事ができ、そのために自らの巨体を何の不思議にも思っていない。
元は「CCC」において没設定となったキャラクター。他の二キャラとは違いギリギリまで採用が検討されていたキャラクターであり『Fate/EXTRA material』ではマトリクス・SGといった詳細な設定が記載されている。
『FGO』に登場した際は舞台が電脳世界でなく物質世界であるため物質の限界と抑止力で成長が抑制されている。またその抑制を一時的にはね除ける固有結界「巨影、生命の海より出ずる（アイラーヴァタ・キングサイズ）」を宝具として得た。また2部7章「黄金樹海紀行ナウイ・ミクトラン」ではカマソッソに令呪の力で冥界の守護者ソチナトルの要素を組み込まれた上でオルタ化させられたキングプロテア・ソチナトル(キングプロテア[オルタ])も登場している。
ヴァイオレット（Violet）
身長：182cm / 体重：64kg / 誕生日：4月10日 属性：混沌・善
パラメータ： 筋力：B / 耐久：B / 敏捷：A+ / 魔力：B / 幸運：B / 宝具：B
スキル： クラックアイス：EX / 束縛願望：A / 騎乗：EX / 変身：A
「FoxTail」にて登場した「アルターエゴ」の一人。間桐桜というよりは、第五次聖杯戦争のライダーに似た容姿をしている。かつてはサクラ迷宮の財務を担当していた。藤村大河に代わりクラス担任として白野たちの前に現れ、白野の夢の中で暗躍する。
ギリシャ神話の女怪メドゥーサの他にも、インド神話の精霊アプサラス、フランスの伝承のメリジューヌを組み込んだ英霊複合体。スキル「魔眼」の上位スキルであるスキル「クラックアイス」を所持しており、ヴァイオレットが視界に収めた空間一帯がそのスキルの対象となる。効果は麻痺であり、空間が麻痺することによって擬似的な時間停止状態を作り出す事ができる。またAランクの「変身」スキルを所持しており、自らの身体を繊維状に変化させて戦闘を行う。
元は「CCC」において没設定となったキャラクター。前述の通り、『Fate/stay night』のライダーのオマージュ的なキャラクターとコメントされている。『Fate/EXTRA material』によると、彼女はBBに対して絶対の忠誠を誓っておりBBも彼女の事を信頼しているとのこと。だが、やはり彼女も他のアルターエゴ同様主人公に対しての執着心はあるようである。
カズラドロップ（Kazradrop）
声 - 山下七海（Fate/Grand Order）
「FoxTail」にて登場した「アルターエゴ」の一人。幼少期の間桐桜に似た容姿をしている。FoxTailにおける黒幕でメルトリリス、パッションリップ、キングプロテアを取り込んだ。
スキル「インセクトイーター」はBBとサクラファイブを取り込むことができる。BBから出力の8分の7を奪い、8分の5を取り込んでいたBB1stに与え、残りを自分のものとする。
元は「CCC」において没設定となったキャラクター。

## 他媒体展開

### Fate/EXTRA CCC FoxTail
『Fate/EXTRA CCC FoxTail』（フェイト/エクストラ シーシーシー フォックステイル）は、TYPE-MOON原作・たけのこ星人作画の漫画作品であり、『月刊コンプエース』で2013年12月号から連載中。作画はたけのこ星人。単行本はカドカワコミックス・エース (KADOKAWA) から発売。
当初は『Fate/EXTRA 妖狐伝』という仮タイトルで発表され、第1話掲載時は、読者に学園パロディものと誤認させる演出の一環として『Fate/EXTRA みこーん! キャス狐ちゃん!?』というタイトルで掲載されたが、第2話以降はタイトルを変えて連載。シナリオは「CCC」を基礎にしながらも、没設定や『Fate/Grand Order』の要素などを織り交ぜたオリジナルシナリオとなっている。主人公は男性、サーヴァントはキャスター。

#### 制作（FoxTail）
たけのこ星人は「恋する乙女」（『Fate/Prototype』のアンソロジーブック「Fate/Prototype Tribute Phantasm」に収録）にて初めてFateシリーズに参加しており、武内崇が同作からたけのこ星人がアクションを得意としていると判断し、編集部と相談し、キャスターを主役とした、コミカライズとは一味違う作品を作ってもらおうという方針に決まった。
たけのこ星人もアクションを主体とした漫画を制作したいと考えており、オファーをもらった時はわくわくしていたと武内との対談の中で振り返っている。
この時点では、まだゲームは発売されておらず、『EXTRA』のキャスター番外編という位置づけになる予定であり、物語の長さも単行本1、2巻程度になると考えられていた。ゲームが発売される半年前、奈須きのこがサクラファイブの設定を持ち込んできたため、『FoxTail』の位置づけが「CCC」のサブルートに変更された。奈須がたけのこ星人らにおおまかなストーリー構成を示したのもこの時期である。
キャスターらと敵対するセイバーを鈴鹿御前にするというアイデアは、たけのこ星人による提案である。また、キャスターと対にするため、キャスターと同じパーツが取り入れられており、武内はデザインの意図を『鉄腕アトム』におけるアトムとアトラスにたとえている。当初は、優しげで『月姫』のアルクェイドに似たようなデザインだったが、没個性的かつ、Fateの世界観にかみ合わないことを思い悩んでいた。その後、奈須からより顔をきつくしてほしいという要望が出され、武内からも女子高生にしてはどうかと提案された。たけのこ星人はこれらの提案が非常に助かったとダ・ヴィンチとのインタビューの中で話している。鈴鹿御前の設定の構築にはTYPE-MOONやFateシリーズの歴史考察を担当する作家・森瀬繚らも協力している。
たけのこ星人は手探りの状態からバトルシーンを描いたとコンプエースとのインタビューの中で話している。たけのこ星人は悩んだ場面として2巻における鈴鹿御前・メルトリリス・パッションリップの三人が登場する回を挙げている。メルトリリスとパッションリップは『Fate/EXTRA CCC』で既に登場していたことから、当初この場面はすぐに終わる予定だったが、担当編集者である藤原の後押しもあり、当初の予定よりもバトルシーンが増えた。

#### 演出
前述のとおり、本作は原作のルートの一つである「CCC」のサブルートに位置付けられている一方、『Fate/EXTRA』および『Fate/EXTRA CCC』の未プレイの読者でも楽しめるような配慮もなされている。
本作のメインキャラクターの一人であるキャスターが頭をよく使うという設定を反映し、本作は戦いの中での駆け引きを強調した内容となっている。本作の戦闘シーンは『Fate/EXTRA CCC』の戦闘システムをたけのこ星人なりに視覚化した形で表現されているほか、『Fate/Grand Order』を元にした場面も存在する。

#### 書誌情報
1. 2014年3月26日発売、ISBN 978-4-04-121055-0
2. 2014年11月21日発売、ISBN 978-4-04-102281-8
3. 2015年8月26日発売、ISBN 978-4-04-103326-5
4. 2016年4月26日発売、ISBN 978-4-04-104091-1
5. 2016年11月26日発売、ISBN 978-4-04-105046-0
6. 2017年10月24日発売、ISBN 978-4-04-106194-7
7. 2018年6月25日発売、ISBN 978-4-04-107171-7
8. 2019年8月26日発売、ISBN 978-4-04-108229-4
9. 2020年12月26日発売、ISBN 978-4-04-110505-4
10. 2021年11月26日発売、ISBN 978-4-04-112108-5
11. 2022年12月26日発売、ISBN 978-4-04-113156-5
12. 2024年10月25日発売、ISBN 978-4-04-113958-5

### Fate/EXTRA CCC（漫画版）
『コンプティーク』で2015年7月号から2024年1月号まで連載。作画はろび〜な。単行本はカドカワコミックス・エース (KADOKAWA) から発売。
2011年から2014年まで連載されていた、ろび〜なによる漫画版『Fate/EXTRA』の作風を受け継ぐ形で展開されている。
1. 2016年4月26日発売、ISBN 978-4-04-103860-4
2. 2016年11月26日発売、ISBN 978-4-04-105024-8
3. 2018年2月10日発売、ISBN 978-4-04-106492-4
4. 2019年2月9日発売、ISBN 978-4-04-107812-9
5. 2020年2月26日発売、ISBN 978-4-04-811168-3
6. 2021年2月10日発売、ISBN 978-4-04-111004-1
7. 2024年3月8日発売、ISBN 978-4-04-113922-6
8. 2024年3月8日発売、ISBN 978-4-04-113923-3

### ドラマCD
Variety Sound Drama「Fate/EXTRA CCC ルナティックステーション2013」
2014年1月24日発売（脚本 奈須きのこ、経験値）
CDドラマのほか、キャラクターソング6曲を収録。
1. OPドラマ [17:34]
2. 願い [3:41]
歌：間桐桜（CV.下屋則子） / 作詞 - 門脇舞以 / 作曲 - 福田真一朗
3. dreamin’ [4:30]
歌：パッションリップ（CV.小倉唯） / 作詞 - 門脇舞以 / 作曲 - MANYO (arcane)
4. 幕間1 [10:10]
5. 花嵐ノ記 [4:29]
歌：キャスター（CV.斎藤千和） / 作詞 - 門脇舞以 / 作曲 - MANYO (arcane)
6. 哭 [4:29]
歌 : メルトリリス（CV.早見沙織） / 作詞 - 門脇舞以 / 作曲 - 流歌
7. 幕間2 [10:30]
8. GRAND [3:52]
歌 : セイバー（CV.丹下桜） / 作詞 - 門脇舞以 / 作曲 - 福田真太朗
9. AKOGARE∞TION [3:21]
歌：エリザベート（CV.大久保瑠美） / 作詞 - 門脇舞以 / 作曲 - 流歌
10. EDドラマ [13:08]

外伝「炎のリベンジマッチ 皇帝の弁当コロッセウム」
コンプティーク 2013年1月号 付録（脚本 ACPI）
外伝「とびだせ! 史上最大! 月面横断 ウルトラクイズ」
コンプティーク 2013年4月号 付録（脚本 磨伸映一郎）

### 関連書籍
Fate/EXTRA CCC パーフェクトガイド (ISBN 978-4-04-728937-6)
エンターブレインより、2013年4月27日発売。ゲーム本編の攻略本。

### 他作品とのコラボレーション
ヴァルハラナイツ3
2013年6月6日より本作とのコラボレーション衣装が配信開始された。
剣と魔法のログレス いにしえの女神
2014年2月25日より本作の登場人物をイメージした武器と防具が手に入るコラボガチャが開催。PCブラウザ版「剣と魔法のログレス」でも2014年4月24日よりコラボしている。
Fate/Grand Order
2015年8月12日リリース、iOS・Android用アプリゲーム。
「Fateシリーズ」の歴代キャラクターが多数登場するクロスオーバー作品で、本作からもキャラクターが登場。2017年には本作とのコラボイベント「深海電脳楽土 SE.RA.PH」が開催された。
ヴァリアントレギオン
2015年9月1日より本作とのコラボダンジョン、コラボガチャが開催された。
ひめがみ絵巻
2016年7月20日より本作とのコラボが開催。
ディグダグ
「EXTRAシリーズ」10周年記念企画として、2020年7月22日から12月25日までの期間限定で本作とコラボしたブラウザゲーム『DIGDUG BB』がプレイできる。ディグダグのキャラクターを本作のBBに置き換えたものとなっている